# Parhypena plumifera
Parhypena plumifera är en fjärilsart som beskrevs av Swinhoe. Parhypena plumifera ingår i släktet Parhypena och familjen nattflyn. Inga underarter finns listade i Catalogue of Life.